# Guntur (sopka)
Guntur je v současnosti nečinný sopečný komplex několika překrývajících se stratovulkánů v západní části indonéské Jávy, asi 10 km severozápadně od města Garut. Erupce hory vysoké 2 249 m jsou evidované od 17. století, přičemž v první polovině 19. století to byla jedna z nejaktivnějších sopek na ostrově. V druhé polovině stejného století však vulkanická činnost ustala a tento stav trvá až dodnes. Turisticky atraktivní je kráter Kamojang, kde se projevuje hydrotermální aktivita.